# Christoph Vitzthum
Christoph Vitzthum, född 1969, är Fazers VD och koncernchef och medlem i flera styrelser (Konecranes, Oras Invest, Nordstjernan) och förvaltningsråd (Varma). Innan han började på Fazer arbetade han i nästan 20 år på Wärtsilä och ledde olika enheter.